# Collegio plurinominale Piemonte - 02 (2017)
Il collegio elettorale plurinominale Piemonte - 02 è stato un collegio elettorale plurinominale della Repubblica Italiana per l'elezione del Senato tra il 2017 ed il 2022.

## Territorio
Come previsto dalla legge elettorale italiana del 2017, il collegio era stato definito tramite decreto legislativo all'interno della circoscrizione Piemonte.
Il collegio comprendeva la zona definita dai quattro collegi uninominali Piemonte - 05 (Novara), Piemonte - 06 (Vercelli), Piemonte - 07 (Alessandria) e Piemonte - 08 (Cuneo).

## Dati elettorali

### XVIII legislatura
Come previsto dalla legge elettorale, 193 senatori erano eletti in 33 collegi plurinominali con ripartizione proporzionale a livello regionale tra le coalizioni e le singole liste che avessero superato la soglia di sbarramento stabilita.
Nel collegio venivano eletti 12 senatori.
| Liste          | Liste                               | Proporzionale | Proporzionale | Proporzionale | Maggioritario | Maggioritario | Maggioritario |  |
| Liste          | Liste                               | Voti          | %             | Seggi         | Voti          | %             | Seggi         |  |
| -------------- | ----------------------------------- | ------------- | ------------- | ------------- | ------------- | ------------- | ------------- |  |
|                | Lega                                | 288 213       | 26,48         | 2             | 507 816       | 46,66         | 4             |  |
|                | Forza Italia                        | 166 641       | 15,31         | 1             | 507 816       | 46,66         | 4             |  |
|                | Fratelli d'Italia                   | 44 613        | 4,10          | 1             | 507 816       | 46,66         | 4             |  |
|                | Noi con l'Italia – UDC              | 8 349         | 0,77          | –             | 507 816       | 46,66         | 4             |  |
|                | Movimento 5 Stelle                  | 261 363       | 24,01         | 2             | 261 363       | 24,01         | –             |  |
|                | Partito Democratico                 | 206 523       | 18,98         | 2             | 247 315       | 22,72         | –             |  |
|                | +Europa                             | 32 776        | 3,01          | –             | 247 315       | 22,72         | –             |  |
|                | Civica Popolare                     | 4 524         | 0,42          | –             | 247 315       | 22,72         | –             |  |
|                | Italia Europa Insieme               | 3 492         | 0,32          | –             | 247 315       | 22,72         | –             |  |
|                | Liberi e Uguali                     | 31 137        | 2,86          | –             | 31 137        | 2,86          | –             |  |
|                | CasaPound                           | 10 524        | 0,97          | –             | 10 524        | 0,97          | –             |  |
|                | Potere al Popolo!                   | 9 009         | 0,83          | –             | 9 009         | 0,83          | –             |  |
|                | Il Popolo della Famiglia            | 7 042         | 0,65          | –             | 7 042         | 0,65          | –             |  |
|                | Italia agli Italiani (FN - MSFT)    | 6 741         | 0,62          | –             | 6 741         | 0,62          | –             |  |
|                | Partito Valore Umano                | 3 659         | 0,34          | –             | 3 659         | 0,34          | –             |  |
|                | Grande Nord                         | 2 874         | 0,26          | –             | 2 874         | 0,26          | –             |  |
|                | Partito Repubblicano Italiano – ALA | 860           | 0,08          | –             | 860           | 0,08          | –             |  |
| Totale         | Totale                              | 1 088 340     | 100           | 8             | 1 088 340     | 100           | 4             |  |
|                |                                     |               |               |               |               |               |               |  |
| Schede bianche | Schede bianche                      | 13 693        | 1,21          |               |               |               |               |  |
| Schede nulle   | Schede nulle                        | 31 592        | 2,79          |               |               |               |               |  |
| Votanti        | Votanti                             | 1 133 625     | 74,70         |               |               |               |               |  |
| Elettori       | Elettori                            | 1 517 506     |               |               |               |               |               |  |

## Eletti

### Eletti maggioritario
Eletti nella coalizione di centro-destra (Lega - FI - FdI - NcI-UDC)
| Collegio uninominale | Eletto | Eletto                   | Partito |
| -------------------- | ------ | ------------------------ | ------- |
| 5. Novara            |        | Gaetano Nastri           | FdI     |
| 6. Vercelli          |        | Gilberto Pichetto Fratin | FI      |
| 7. Alessandria       |        | Massimo Vittorio Berutti | FI      |
| 8. Cuneo             |        | Marco Perosino           | FI      |

1. ↑  In data 22.07.2020 aderisce al gruppo misto, non iscritti; in data 05.08.2020 alla componente «Italia al Centro (IDEA-CAMBIAMO!, EUROPEISTI, Noi di Centro (Noi Campani))».

### Eletti proporzionale
| Movimento 5 Stelle                     | Lega                                  | Partito Democratico               | Forza Italia   | Fratelli d'Italia         |
| -------------------------------------- | ------------------------------------- | --------------------------------- | -------------- | ------------------------- |
|                                        |                                       |                                   |                |                           |
| Carlo Martelli Mariassunta Matrisciano | Enrico Montani Giorgio Maria Bergesio | Roberta Pinotti Giacomino Taricco | Maria Rizzotti | Giovan Battista Fazzolari |

1. ↑  aderisce al gruppo misto, non iscritti; in data 14.09.2021 alla componente «Italexit per l'Italia-Partito Valore Umano».